# Platyretus gangeticus
Platyretus gangeticus är en insektsart som beskrevs av Chandrasekhara A. Viraktamath och Webb. Platyretus gangeticus ingår i släktet Platyretus och familjen dvärgstritar. Inga underarter finns listade i Catalogue of Life.